# 北萨克森县
北萨克森县（德語：Landkreis Nordsachsen）是德国萨克森州中北部的一个县，首府为托尔高，2008年由托尔高-奥沙茨县和代利奇县合并而成。总面积为2028.56平方千米，截至2020年总人口为197,741人。